# ¿Qué voy a hacer yo?
«¿Qué voy a hacer yo?» es una canción de la banda española de rock Celtas Cortos, incluido en su segundo álbum de estudio, Gente impresentable y publicada como sencillo en 1990.

## Descripción
Canción que abre el LP en el que está incluida. La letra de la canción, de contenido antimilitarista constituye una ácida crítica al servicio militar, obligatorio en la España del momento para todos los ciudadanos varones.
El tema está incluido en los siguientes álbumes recopilatorios de la banda:
- ¡Vamos! (1995)
- Nos vemos en los bares (1997) - en directo -
- Grandes éxitos, pequeños regalos (2001)
- Gente distinta (2002)
- 20 soplando versos (2006)